# 県犬養三千代
県犬養 三千代（あがた（の）いぬかい の みちよ、天智天皇4年（665年）?  -  天平5年1月11日（733年2月4日））は、奈良時代前期の女官。橘三千代ともいう。

## 生涯
『新撰姓氏録』『尊卑分脈』によれば父は県犬養東人とされるが、東人の事跡は不明で、母も不詳。出生年月日も不明であるが、出仕時期から天智天皇4年（665年）出生の可能性が考えられている。県犬養氏は屯倉を守護する伴造氏族のひとつで、壬申の乱では県犬養大侶が大海人皇子（天武天皇）に近侍し、天武天皇13年（684年）に宿禰姓を賜った中堅氏族。
三千代の出仕時期は不明であるが、天武天皇8年（679年）には氏女の制により豪族女性の出仕年齢が15歳前後に定められ、三千代も同年に命婦として宮中に仕えたと考えられている。配属先についても不明であるが、和銅元年（708年）11月には即位直後の元明天皇から橘宿禰姓を賜っており、また養老5年（721年）5月には元明太上天皇の病平癒を祈念して仏門に入っていることから、天智天皇の娘で草壁皇子の妻となった阿閇皇女（元明天皇）に出仕した可能性が考えられている。
はじめ敏達天皇系皇親である美努王に嫁し、葛城王（後の橘諸兄）をはじめ、佐為王（後の橘佐為）・牟漏女王を生む。
天武天皇13年（684年）に第一子葛城王を出生しているが、軽皇子（後の文武天皇）は天武天皇12年に出生しており、元明天皇と三千代の主従関係から、三千代は軽皇子の乳母を務めていたと考えられている。
時期は不詳であるが美努王とは離別し、藤原不比等の後妻となり、安宿媛・多比能を生んだ（多比能の母に関しては異説あり）。不比等は持統天皇3年（689年）段階で直広肆・判事の職にあった少壮官僚で、持統天皇10年（696年）には高市皇子の死去に伴い不比等は政権中枢に参画した。文武天皇元年（697年）8月には不比等の娘の宮子が即位直後の文武天皇夫人となり、藤原朝臣姓が不比等とその子孫に限定され藤原氏＝不比等家が成立する。こうした文武天皇即位に伴う不比等の栄達の背景には、阿閇皇女の信頼を受けた三千代の存在があったと考えられている。
『続日本紀』に拠れば慶雲4年（707年）7月壬午（17日）には阿閇皇女は即位し（元明天皇）、和銅元年（708年）11月には大嘗祭が行われた。元明天皇即位に伴い不比等は右大臣に任じられている。『続日本紀』には三千代に関する記事が見られないが、葛城王の上奏文によれば、癸未（25日）の御宴において三千代は元明天皇から天武天皇の代から仕えていることを称されて杯に浮かぶ橘とともに橘宿禰の姓を賜り、橘氏の実質上の祖となった。県犬養一族のなかで橘姓への改姓は三千代のみであるが、三千代は改姓後も県犬養一族に属し続けている。また、藤原宮跡からは大宝元年の年記を持つ「道代」木簡と大宝三年の年記を持つ木簡群に含まれる「三千代」木簡が出土しており、橘姓への改姓と同時に名も道代から三千代に改名したと考えられている。なお、同年5月には前夫の美努王が死去している。
元明の即位後は宮人筆頭として不比等とともに朝廷において影響力を強めたと考えられている。『続日本紀』に拠れば三千代は養老元年（717年）に従三位に引き上げられており、これが正史における三千代の初見となっている。養老元年以前の三千代の職掌・位は不明であるが、霊亀元年（715年）時点で従四位・尚侍の任にあったと考えられている。霊亀2年（716年）には娘の安宿媛が皇太子首（聖武天皇）の后となり（光明皇后）、同時期には県犬養唐の娘の広刀自も首の后となっており、三千代の推挙と考えられている。更に首の即位後に孫娘にあたる橘古那可智が后となったのも、晩年の三千代による推挙とする説もある。
養老4年（720年）には夫の不比等が死去し、『続日本紀』に拠れば養老5年（721年）には正三位に叙せられ、宮人としての最高位に叙せられている。同年元明天皇の危篤に際し出家。733年（天平5年）1月11日に薨去。死後の同年12月28日に従一位、760年（天平宝字4年）8月7日に正一位と大夫人の称号を贈られた。

## 人物

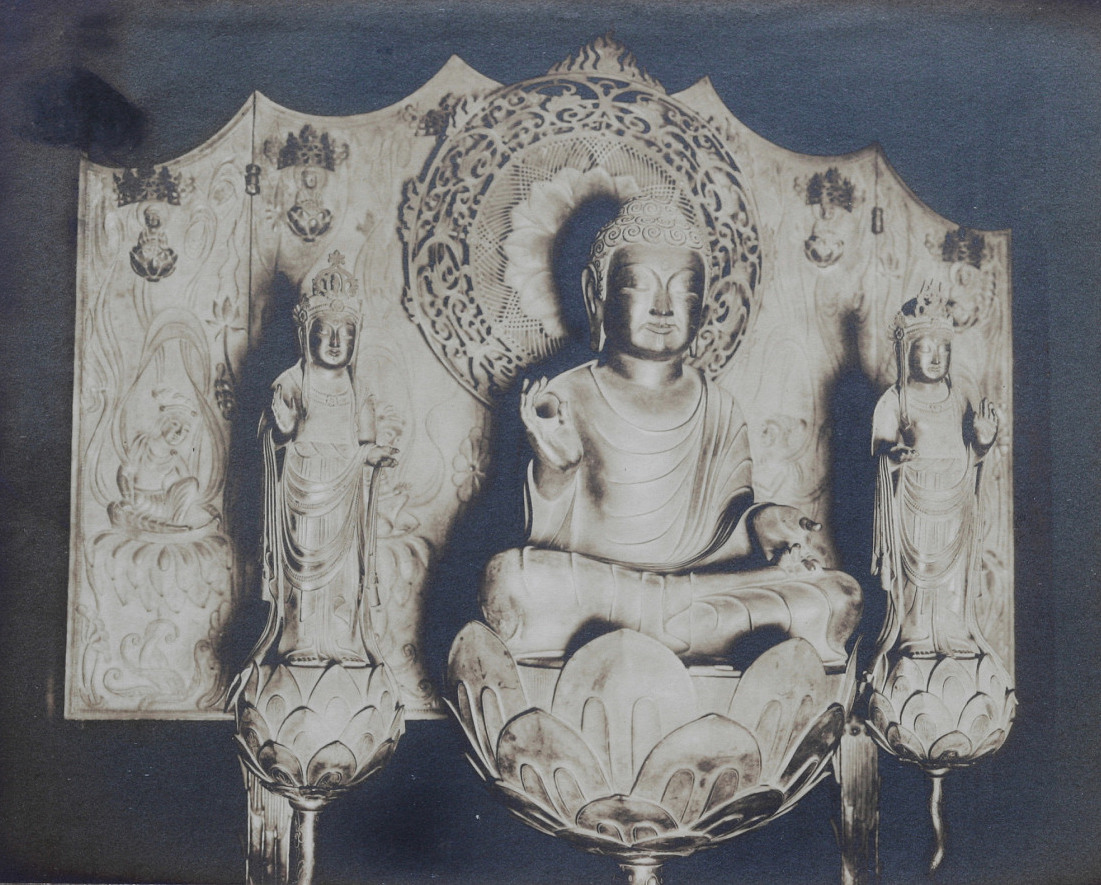
伝橘夫人念持仏（法隆寺）

『万葉集』巻十九には、神護4年（727年）に光明子に皇子が誕生した際に三千代が詠んだと考えられている県犬飼養命婦の和歌が収められている。また法隆寺大宝蔵院には三千代の念持仏と伝えられる伝橘夫人厨子と内部に収められる阿弥陀三尊像が伝来している。また、同寺の西円堂（鎌倉時代に建立された現存の建物が国宝）も元は三千代が建てたとする伝承がある。法隆寺には娘の安宿（光明皇后）が多額の寄進をし、孫の橘古那可智も没後に居所が寄進されて現在の伝法院になっていることから、三千代が聖徳太子や法隆寺に対する篤い信仰心を持ち、それが娘や孫に引き継がれたとする見方もある。